# Bill Kreutzmann
Bill Kreutzmann  (né le 7 mai 1946 à Palo Alto, Californie) est un batteur américain qui a joué avec le groupe de rock Grateful Dead durant toute sa longue carrière du groupe qui a duré trente ans.

## La carrière

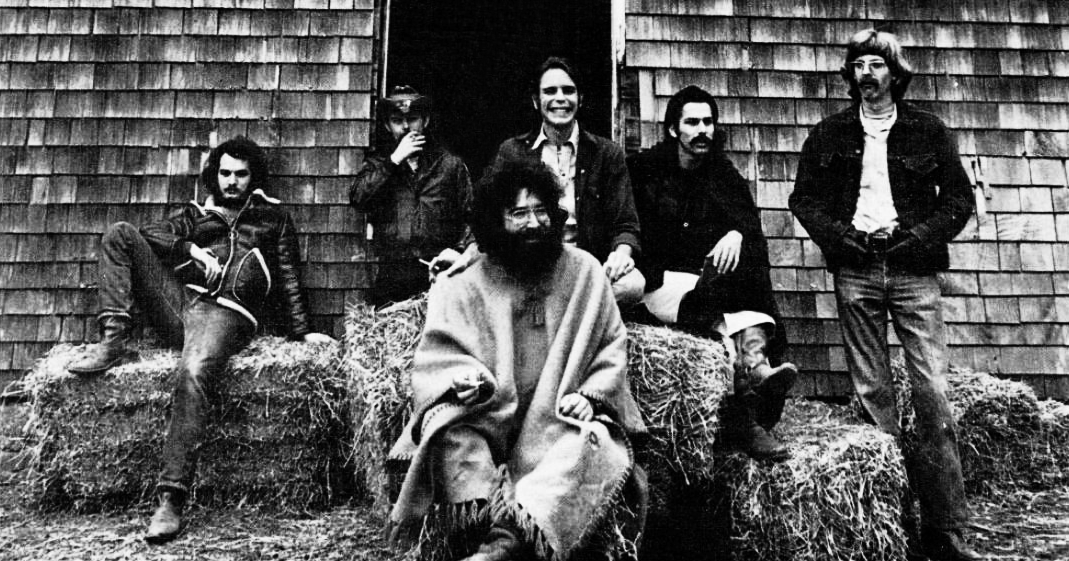
Publicité pour l'album "American Beauty" de Grateful Dead (1970)

Kreutzmann a commencé à jouer de la batterie à l'âge de 13 ans. Lors de son adolescence, il rencontra Aldous Huxley à son lycée, qui l'encouragea à poursuivre la batterie. Il a commencé par former ses propres groupes de rock (The Wildwood Boys and The Legends).
Kreutzmann a formé le groupe Zodiacs, en 1963, avec Ron "Pigpen" McKernan à l'harmonica, Jerry Garcia à la basse, et Troy Weidenheimer à la guitare. À la fin de 1964, la formation se modifie et devient le groupe " The Warlocks" avec Bob Weir du groupe Mother McCree's Uptown Jug Champions  dans lequel Ron "Pigpen" McKernan et  Jerry Garcia jouaient aussi. La première représentation des Warlocks a eu lieu le 5 mai 1965, dans une pizzeria de Menlo Park ; le Magoo's Pizza Parlor, deux jours avant le 19e anniversaire de Kreutzmann.
En novembre 1965, les " The Warlocks" deviennent  Grateful Dead. En 1967, le percussionniste Mickey Hart rejoint Bill Kreutzmann dans le Grateful Dead  faisant  de ce groupe un des premiers (et  des rares) groupes de rock comportant deux batteurs. Leur cohésion et leur synchronisation ont beaucoup apporté au style du Grateful Dead. Le duo sera surnommé par les fans "Rhythm Devils". Leurs longs duos de batterie (parfois plus de 30 minutes) sont présents dans tous les concerts du groupe de 1978 à 1995  et sont devenus légendaires dans le monde du Rock.
Après la disparition de Grateful Dead, Bill Kreutzmann  est reparti vivre à Hawaï. Il reprend les concerts en 2000 avec le groupe The Other Ones formé par des anciens Grateful Dead; Bob Weir, Mickey Hart avec  Bruce Hornsby, Steve Kimock, Mark Karan, et Alphonso Johnson). Le groupe prendra le nom de Dead en 2003 (le terme « reconnaissant » étant retiré par respect pour Jerry Garcia). Bill Kreutzmann  a participé au 17th Annual Warren Haynes Christmas Jam comme batteur avec les membres du groupe Phish ; Trey Anastasio et Mike Gordon. À 60 ans, il n'avait pas perdu ni compétence ni résistance, arrivant à jouer pendant trois heures avec seulement une coupure de 45 minutes.
Kreutzmann a formé avec le guitariste du groupe Journey Neal Schon, Sy Klopps, Ira Walke, et Ralph Woodson le groupe Trichromes en 2002. Ils ont réalisé deux albums Trichromes et  Dice with the Universe.
En 2006, Kreutzmann avec Mickey Hart, le bassiste Mike Gordon, le guitariste Steve Kimock forment un groupe en reprenant le titre Rhythm Devils. 
Kreutzmann et Grateful Dead ont reçu un Grammy Award en 2007.
Sa collaboration continue avec les membres restants du Grateful Dead, sous le nom de The Dead, puis Dead & Company.
En 2014, Bill Kreutzmann a formé le groupe Billy & the Kids avec Tom Hamilton, le guitariste de Joe Russo's Almost Dead ; Reed Mathis, le bassiste de Tea Leaf Green et le claviériste des Disco Biscuits, Aron Magner. Depuis le début de l'année 2015, le groupe se produit à travers les États-Unis. Plusieurs de leurs spectacles ont pour thème le Grateful Dead. La formation accueilli plusieurs invités de renom le temps d'un set ou d'un morceau, comme notamment Bob Weir (ex-guitariste du Grateful Dead), Warren Haynes, Duane Trucks, Billy Strings, Carlos Santana, Bill Nershi, Paul Hoffmann, Sierra Hull et bien d'autres…

## Discographie
Outre les disques avec le Grateful Dead, Kreutzmann a participé à de nombreux enregistrements

### Album Solo
- Backbone, Backbone, 1998
- Live From Bonnaroo Music Festival 2003, Various Artists, 2003
- Live From Bonnaroo Music Festival 2004, Various Artists, 2005

### Avec The Trichromes
- Dice With The Universe, 2002
- Trichromes, 2002

### Contributions
- Blows Against The Empire, Paul Kantner / Jefferson Starship 1970
- A Child Is Coming / Let's Go Together, Paul Kantner / Jefferson Starship, 1971
- If I Could Only Remember My Name...., David Crosby, 1971
- Music Is Love / Laughing, David Crosby, 1971
- James And The Good Brothers, James And The Good Brothers, 1971
- Powerglide, The New Riders of the Purple Sage, 1971
- I Don't Need No Doctor / Runnin' Back To You, The New Riders Of The Purple Sage, 1972
- Garcia, Jerry Garcia 1972
- Deal / The Wheel, Jerry Garcia, 1972
- Sugaree / Eep Hour, Jerry Garcia, 1972
- Graham Nash and David Crosby, Graham Nash and David Crosby, 1972
- Southbound Train / The Wall Song, Graham Nash and David Crosby, 1972
- Ace, Bob Weir 1972
- One More Saturday Night / Cassidy, Bob Weir, 1972
- Demon In Disguise, David Bromberg 1972
- The Rowan Brothers, The Rowan Brothers, 1972
- The Whole Burbank Catalog, Various Artists 1972
- Burbank, Various Artists, 1972
- Rock's Greatest Hits, Various Artists, 1972
- Fire Up, Merl Saunders 1973
- Wanted Dead Or Alive, David Bromberg 1974
- Reflections, Jerry Garcia, 1976
- The Best Of The New Riders Of The Purple Sage, The New Riders Of The Purple Sage, 1976
- For Dead Heads (UK release), Various Artists 1976
- Out Of The Blues, David Bromberg 1977
- The Best Of Crosby And Nash, David Crosby and Graham Nash 1978
- Apocalypse Now - Original Motion Picture Soundtrack, Various Artists, 1979
- The Rhythm Devils Play River Music, The Rhythm Devils, 1980
- Texican Badman, Peter Rowan, 1980
- Livin' the Life, Chris and Lorin Rowan, 1980
- A Wing And A Prayer, Matt Kelly, 1987
- Apocalypse Now Sessions, Rhythm Devils, 1989
- L.A. Lady, The New Riders Of The Purple Sage, 1991
- Crosby, Stills and Nash Box Set, Crosby, Stills and Nash 1991
- Fire Up Plus, Merl Saunders, 1992
- Fiesta Amazonica, Merl Saunders & the Rainforest Band, 1998
- The Player : Retrospective, David Bromberg 1998
- Made In America, Vol 1, Various Artists, 1998
- The Country-Rockin' Trust Presents...Hickory Wind, Various Artists, 1998
- Retrospective Dreams, RJ Fox, 199?
- Made in America, Vols. 1 & 2, Various Artists, 1999
- Wasted Tasters, New Riders Of The Purple Sage, 199?
- Dead Delites, Vol. 4, Various Artists, 2000
- Ridin' with Panama Red, New Riders of the Purple Sage, 2000
- Apocalypse Now Redux soundtrack, 2001
- Over The Edge And Back, Mickey Hart, 2002
- The New Riders Of The Purple Sage / Powerglide, The New Riders Of The Purple Sage, 2002
- Live At The Fillmore, String Cheese Incident, 2003 (DVD)
- All Good Things: Jerry Garcia Studio Sessions, Jerry Garcia / Jerry García Band, 2004
- Now & Then, The Rowan Brothers, 2004
- On The Road: March 22, 2003, Denver, CO, String Cheese Incident, 2004
- Weir Here: The Best Of Bob Weir, Bob Weir, 2004
- Out Beyond Ideas, David Wilcox and Nance Pettit, 2005
- Well Matched: The Best Of Merl Saunders & Jerry Garcia, Merl Saunders and Jerry Garcia, 2006
- The Best Of Jerry Garcia, Jerry Garcia, 2006
- Voyage, David Crosby, 2006